# نيوساوث ويلز
نيوساوث ويلز أو ويلز الجنوبية الجديدة أو غَالَةُ الجَدِيدَةُ (بالإنجليزية: New South Wales)‏ هي أقدم ولايات أستراليا وأكثرها اكتظاظاً بالسكان، حيث بلغ عدد سكانها 6764600 نسمة في نهاية مارس عام 2005. تقع جنوب شرق أستراليا، شمال ولاية فكتوريا، وجنوب ولاية كوينزلاند. تأسست عام 1788.
تغطي نيوساوث ويلز مساحة قدرها 809444 كم2، وهي خامس أكبر ولاية أسترالية. عاصمة الولاية هي مدينة سيدني، أقدم وأكبر مدن أستراليا، والتي تعتبر مركزاً اقتصادياً هاماً في البلاد.

## تاريخ
في عام 1770، اكتشف القبطان جيمز كوك الساحل الشرقي لهولندا الجديدة (التي أخذت اسمها من هولندا)، والتي أصبحت الآن نيوساوث ويلز، التي أخذت هي الأخرى اسمها من جنوب ويلز. وفي عام 1788، أسس القبطان آرثر فيليب مستعمرة بريطانية جزائية في ميناء جاكسون، والتي هي الآن مدينة سيدني الأسترالية تقع على الساحل الشرقي الشمالي.

## جغرافيا
مدن ولاية نيوساوث ويلز الثلاثة الرئيسية من الشمال إلى الجنوب هم: نيوكاسل، وسيدني، ووولونغونغ، ويقع جميعها على الساحل. المدن الأخرى المعروفة في الولاية هي: ألبري، وبروكن هيل، وباثورست، وميناء ماكواري، وتاموورث، وآرمدال، وإنفيريل، وليسمور، وناورا، وغريفيث، وكوينبيعان، وليتون، وواغا واغا، وغوولبورن، وميناء كوفس.
تجاور نيوساوث ويلز كوينزلاند من الشمال، وجنوب أستراليا من الغرب، وولاية فكتوريا من الجنوب. يواجه ساحلها بحر تاسمان.

## نبذة
يمكن تقسيم ولاية نيو ساوث ويلز إلى المناطق الأربع التالية:
1- الشريط الساحلي.
2- شريط «جريت دافيدنج رانج» الجبلي الذي يمتد بعمق 100 كيلو متر تقريبا إلى الداخل،
3- منطقة جبال البلو ماونتنز التي تقع غرب مدينة سيدني،
4- منطقة جبال سنووي ماونتنز في الجنوب.
وتقع المنطقة الريفية التي يزاول السكان فيها النشاط الزراعي غرب شريط «جريت ديفيدنج رانج» الجلبي: وهي تضم العديد من السهول الجافة التي تغطي ثلثي مساحة الولاية. وتمتد هذه السهول عبر المناطق النائية الواقعة في أقصى الغرب، حيث تصل درجات الحرارة في فصل الصيف إلى ما يزيد على 40 درجة مئوية. ويعد كل من نهر موراي ونهر دارلينج النهرين الرئيسيين في هذه المنطقة، وهما يخترقان منطقة السهول باتجاه الغرب. وفي فصل الشتاء، تتراكم الثلوج على منطقة جبال سنووي ماونتنز لتصير هذه الجبال قد أصبحت بالفعل اسمًا على مسمىً.

## المناخ
تتمتع مدينة سيدني بطقس لطيف حيث يندر أن تنخفض درجة الحرارة عن 10 درجات مئوية ليلا، ويبلغ متوسط درجات الحرارة في فصل الصيف حوالي 25 درجة مئوية، ألا أنها قد ترتفع في الصيف لتصل إلى 40 درجة مئوية مع ارتفاع في نسبة الرطوبة مما يؤدي إلى زيادة الإحساس بالحرارة، غير أن سقوط الأمطار الغزيرة في الفترة من شهر أكتوبر حتى شهر مارس يؤدي إلى إحداث انخفاض كبير في درجة الحرارة. ويتسم الطقس في فصل الشتاء بالبرودة المعتدلة ولا يصل إلى حد البرودة الشديدة. أما في شهري مارس وأبريل وفي شهري أكتوبر ونوفمبر، فيكون الطقس رائعًا حيث يتميز بالصفاء والدفء نهارا وبالاعتدال ليلاً.